# Brunnsfjärden
Brunnsfjärden är en fjärd i Åland (Finland). Den ligger i den sydöstra delen av landskapet, 50 km öster om huvudstaden Mariehamn.